# تدخل نساء سابين (لوحة)
تدخل نساء سابين (بالفرنسية: Les Sabines) هي لوحة زيتية بريشة الرسام الفرنسي جاك لويس ديفيد رسمها بين عامي 1796 و1799. تنتمي إلى الحركة الكلاسيكية الجديدة، يصور العمل حلقة أسطورية من التاريخ بعد اختطاف الجيل المؤسس لروما لنساء سابين. وهي تمثل تطورًا في أسلوب ديفيد بعد الثورة الفرنسية، الذي وصفه بنفسه بأنه أسلوب «يوناني خالص». العمل معلق حاليًا في متحف اللوفر في باريس، فرنسا.

## التاريخ
بدأ ديفيد التخطيط للعمل عندما كان مسجونًا في قصر لوكسمبورغ عام 1795. كانت فرنسا في حالة حرب مع دول أوروبية أخرى بعد فترة من الصراع الأهلي بلغت ذروتها في عهد الإرهاب ورد الفعل التيرميدوري، حيث تم سجن ديفيد كمؤيد لروبسبير. تردد ديفيد بين تمثيل هذا الموضوع أو موضوع «تلاوة هوميروس لآياته على رفاقه اليونانيين». اختار أخيرًا أن يصنع لوحة تمثل نساء سابين يتدخلن لفصل الرومان عن السابيين، باعتباره «تكملة» للوحة نيكولا بوسان «اغتصاب نساء سابين». بدأ العمل على اللوحة في بداية عام 1796 واستغرق إكمالها ما يقرب من أربع سنوات. في نهاية عام 1799 ، عرض اللوحة النهائية في متحف اللوفر. على الرغم من الطبيعة المدفوعة لموضوعها، فقد جذبت أللوحة عددًا كبيرًا من الزوار حتى عام 1805.

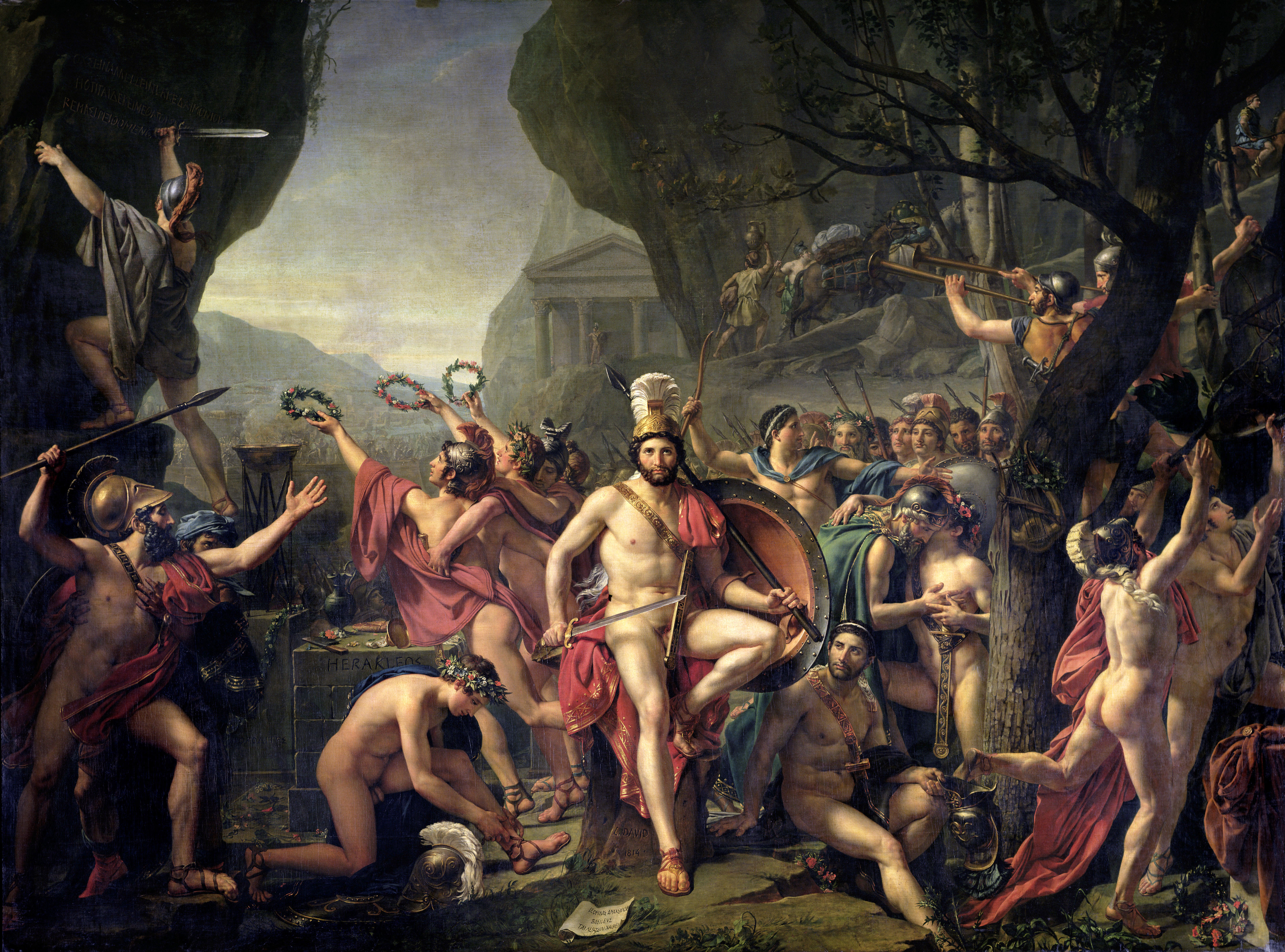
ليونايدس في معركة ثرموبيلاي بريشة جاك لويس ديفيد. العمل يصور الملك الأسبرطي ليونيداس في معركة ثيرموبيلاي. أكمل ديفيد هذا العمل الضخم بعد 15 عامًا من بدئه. العمل معلق حاليًا في متحف اللوفر في باريس ، فرنسا.

بعد طرد العديد الفنانين من متحف اللوفر بما في ذلك ديفيد، تم العثور على اللوحة في الكنيسة القديمة لكلوني. تم شراء أللوحة، جنبًا إلى جنب مع لوحة يونايدس في معركة ثرموبيلاي، في نوفمبر 1819 مقابل 100 ألف فرنك من قبل ملك فرنسا لويس الثامن عشر بحيث تم تعليق اللوحة لأول مرة في قصر لوكسمبورغ، وأعيدت اللوحة إلى متحف اللوفر في عام 1826 بعد وفاة الرسام.

## الوصف
الموضوع لا يمثل اختطاف نساء سابين من قبل الرومان، وهو موضوع موجود في العديد من أعمال بوسان أو جيامبولونيا على سبيل المثال، ولكنه يمثل حلقة، ذكرها فلوطرخس وليفيوس، والتي تحدث بعد ثلاث سنوات عندما أوقفت نساء سابين القتال بين السابيين بقيادة تيتوس والرومان بقيادة رومولوس.
هيرسيليا، في وسط اللوحة بأذرع ممدودة، تأتي بين زوجها رومولوس على اليمين، الذي يوشك على رمي الرمح ضد تيتوس والد هيرسيليا، الذي يحمي نفسه بدرعه. في مواجهة حراب سابين، ترفع امرأة طفلها، وتتشبث أخرى بساق تيتوس (في العصور القديمة، كان لمس ركبة شخص ما يعني استجداءه)، وتقدم امرأة ثالثة نسلها عند قدمي رومولوس. في أقصى اليمين، يعيد الفارس سبفه إلى غمده.

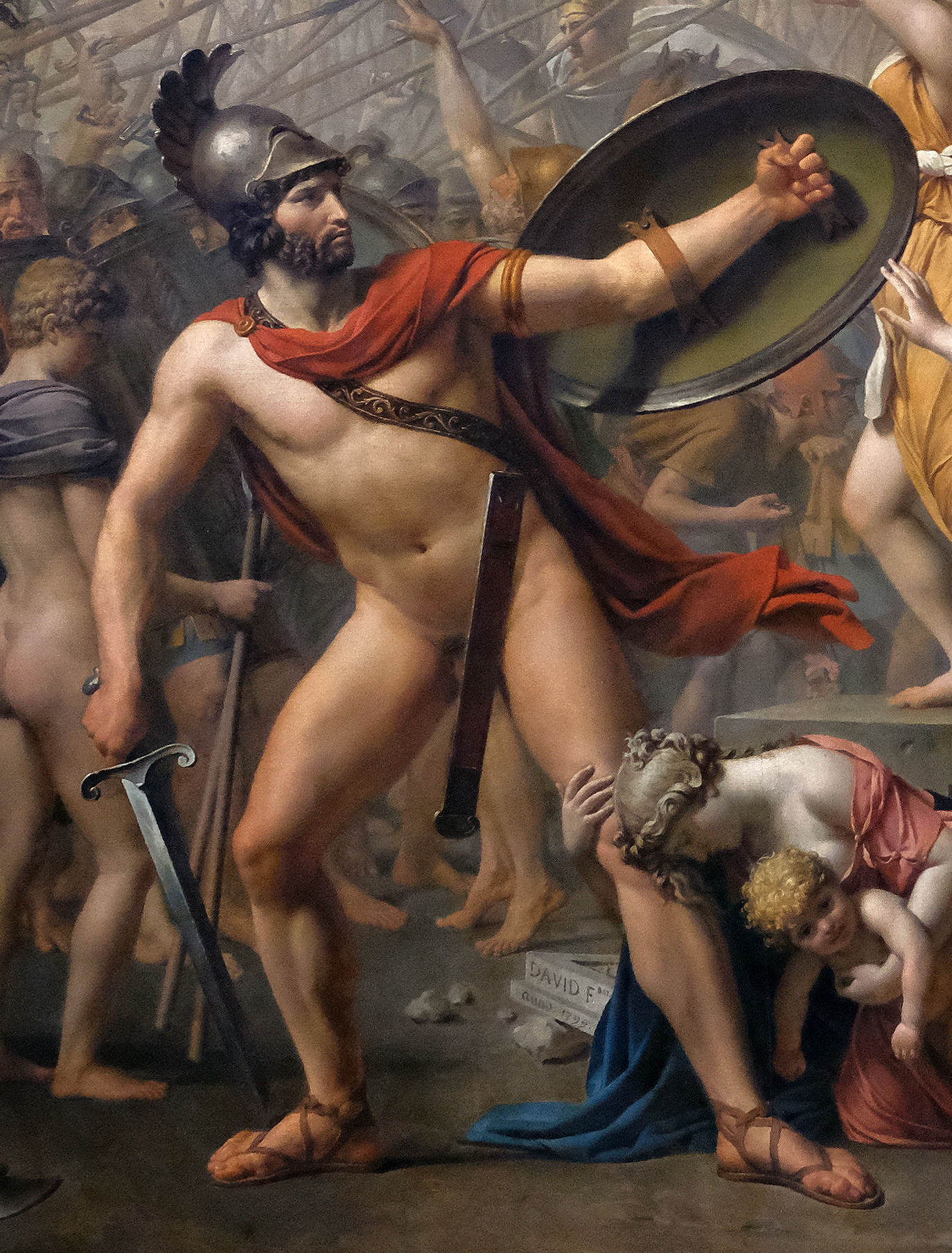
تيتوس
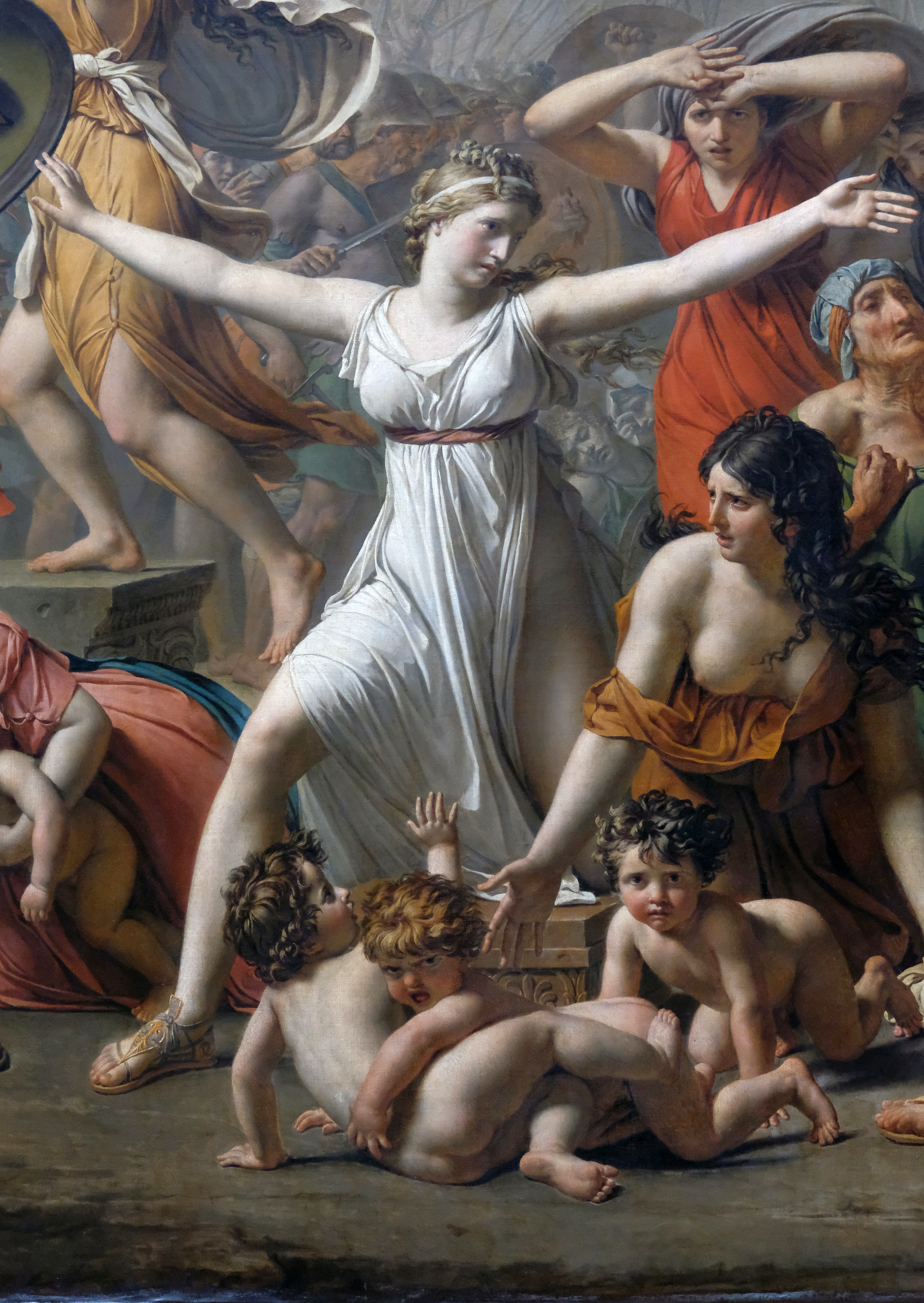
هيرسيليا
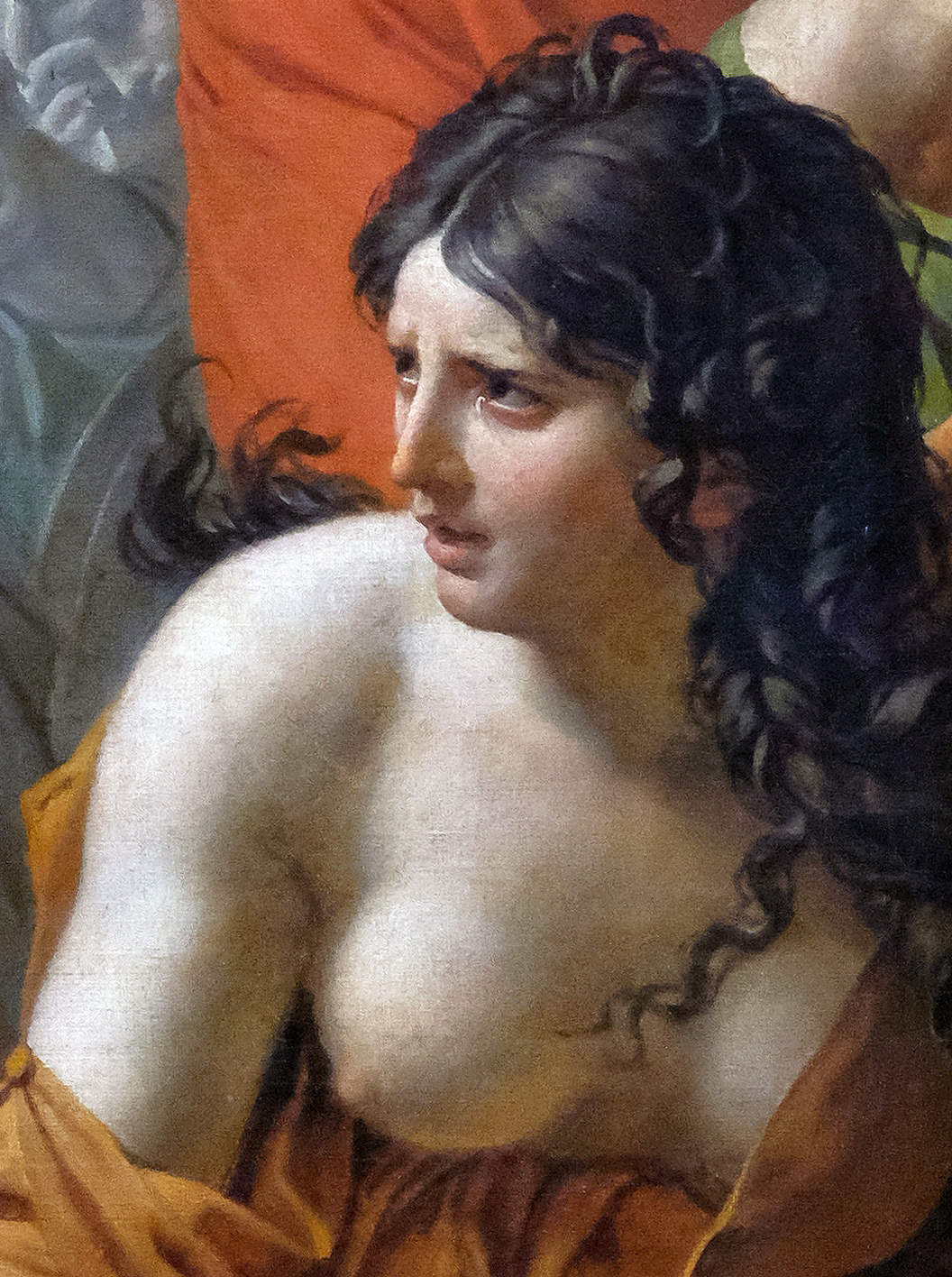
أديل دي بيليغارد (نموذج)
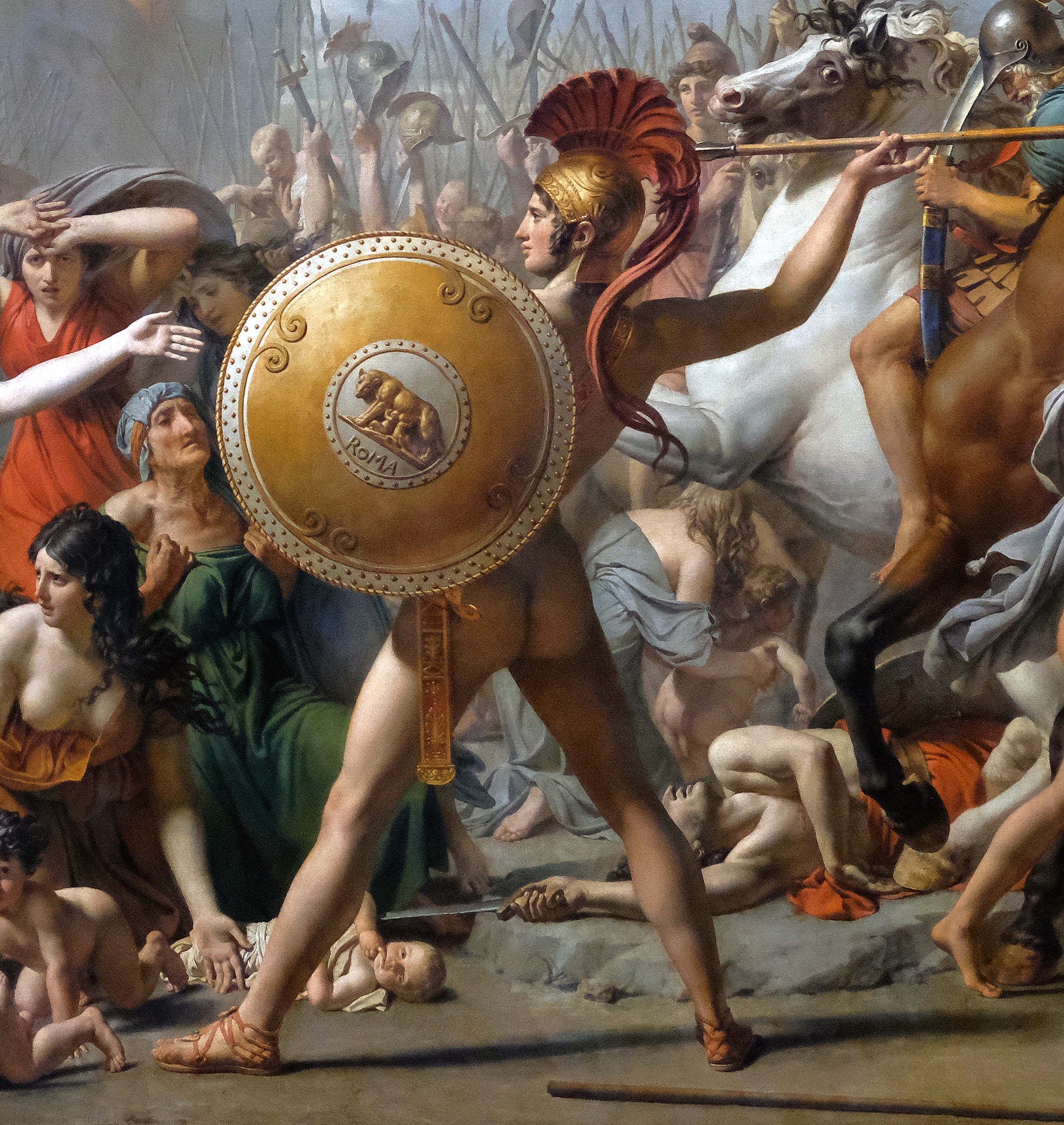
رومولوس

## مصادر الإلهام

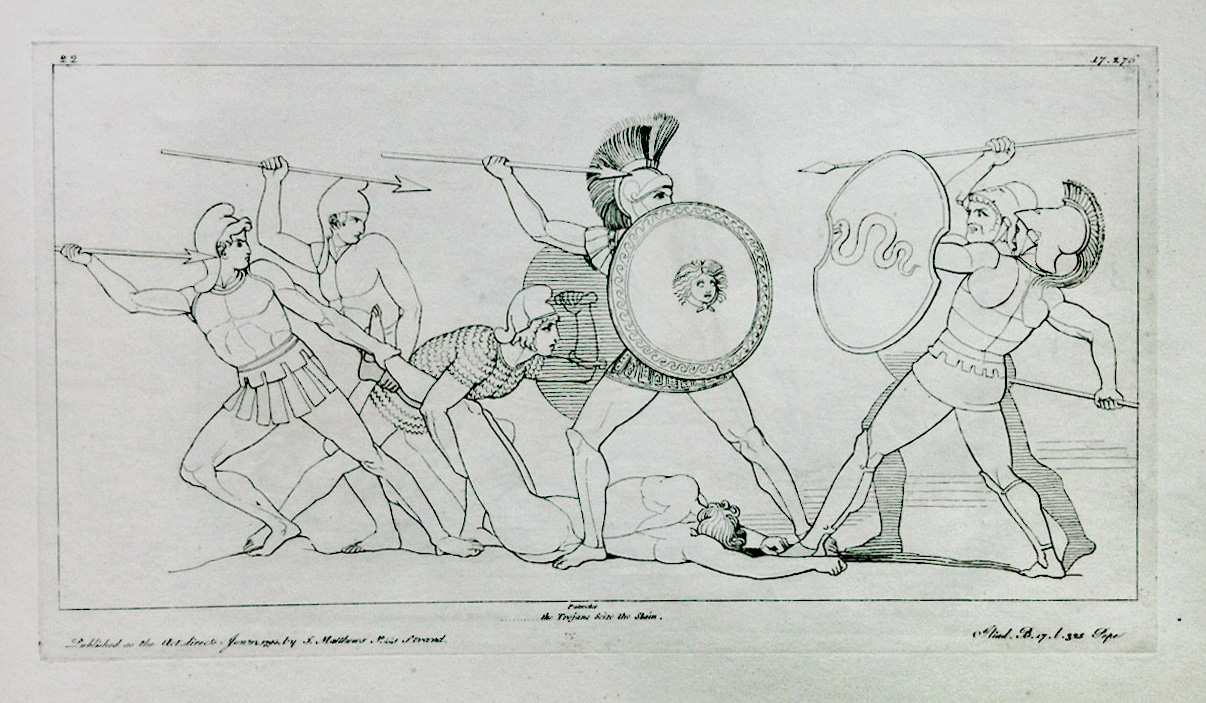
رسم توضيحي لجون فلاكسمان النقش بواسطة توماسو بيرولي.
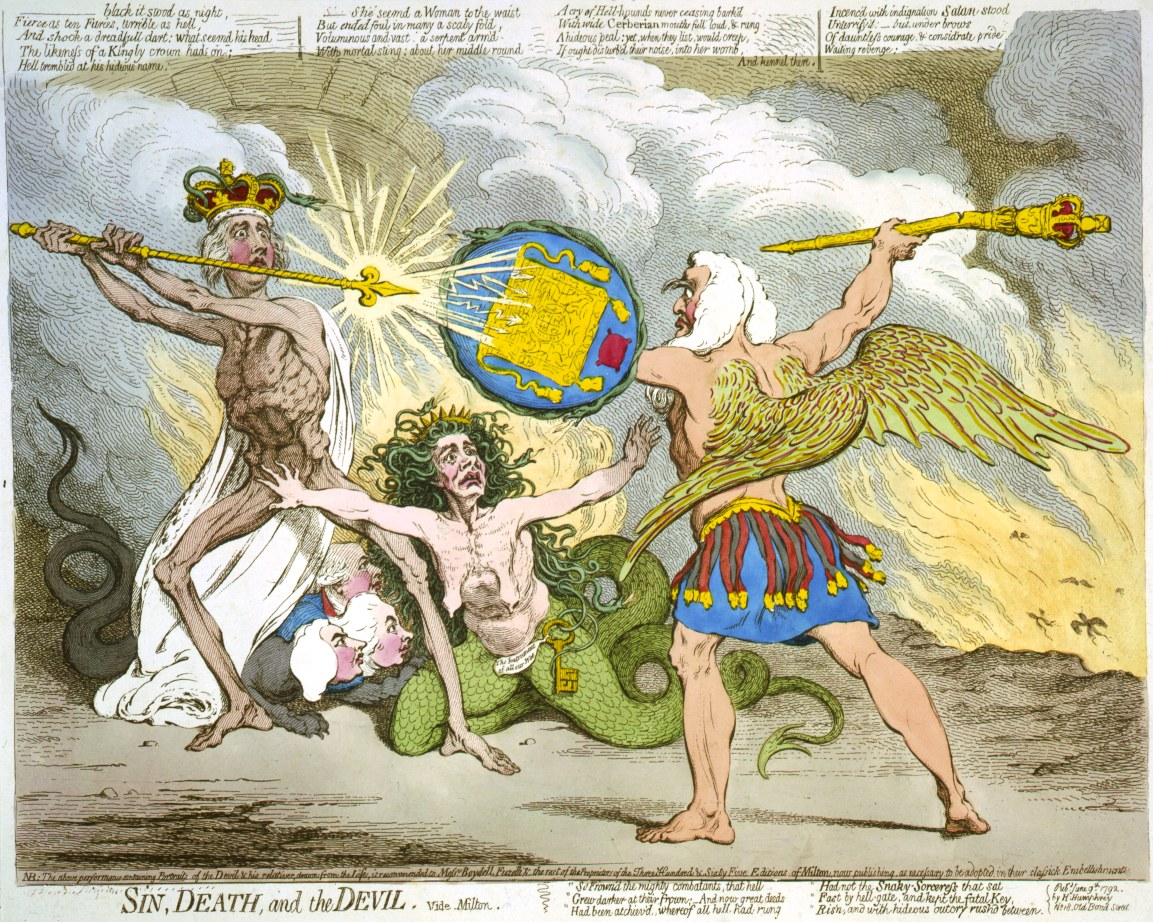
جيمس جيلراي 1792 "الخطيئة والموت والشيطان" أحد النماذج التي استخدمها ديفيد لتكوين الشخصيات المركزية في اللوحة.
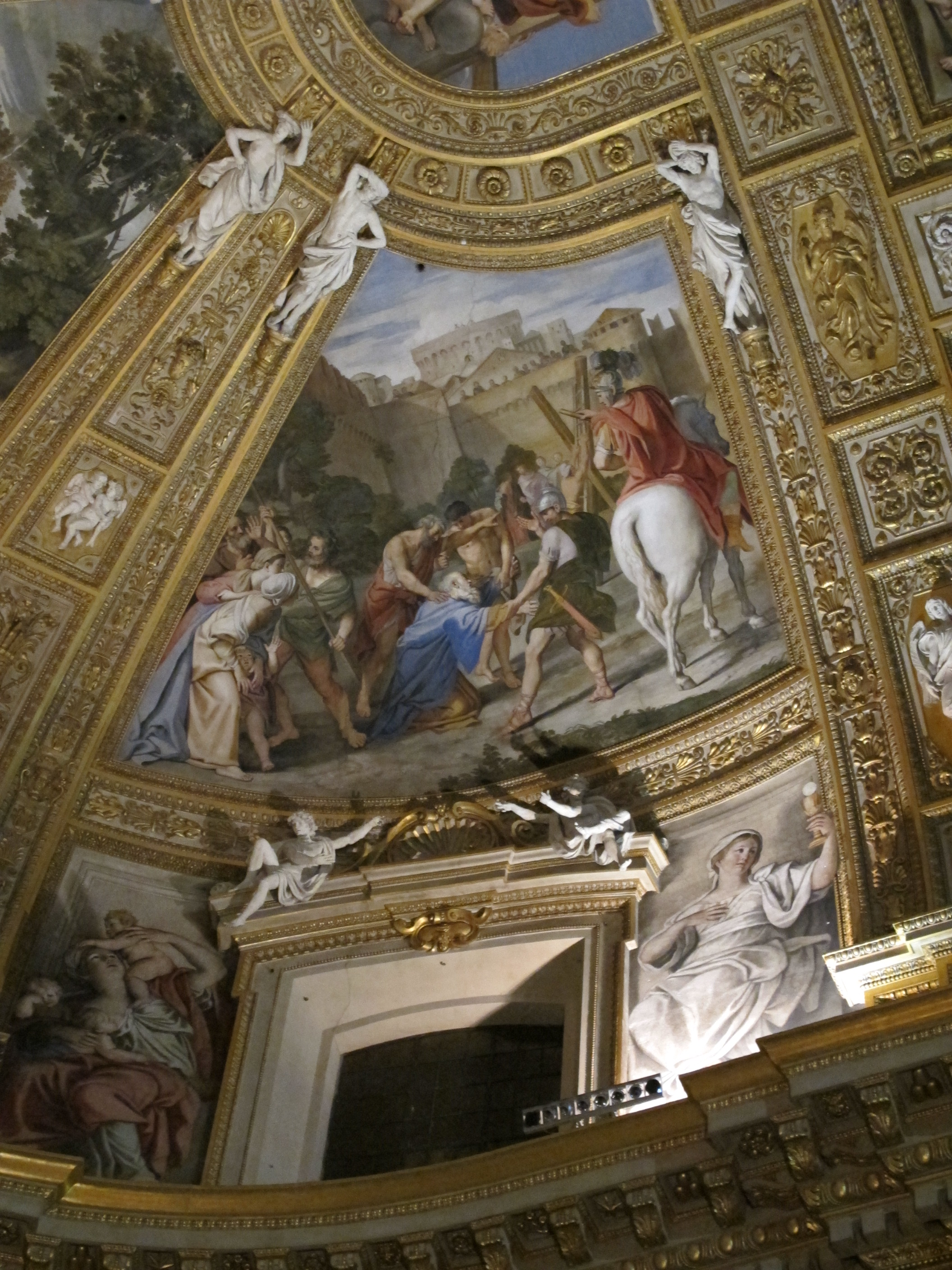
دومنيكينو استشهاد القديس أندرو كنيسة سانت أندريا ديلا فالي.
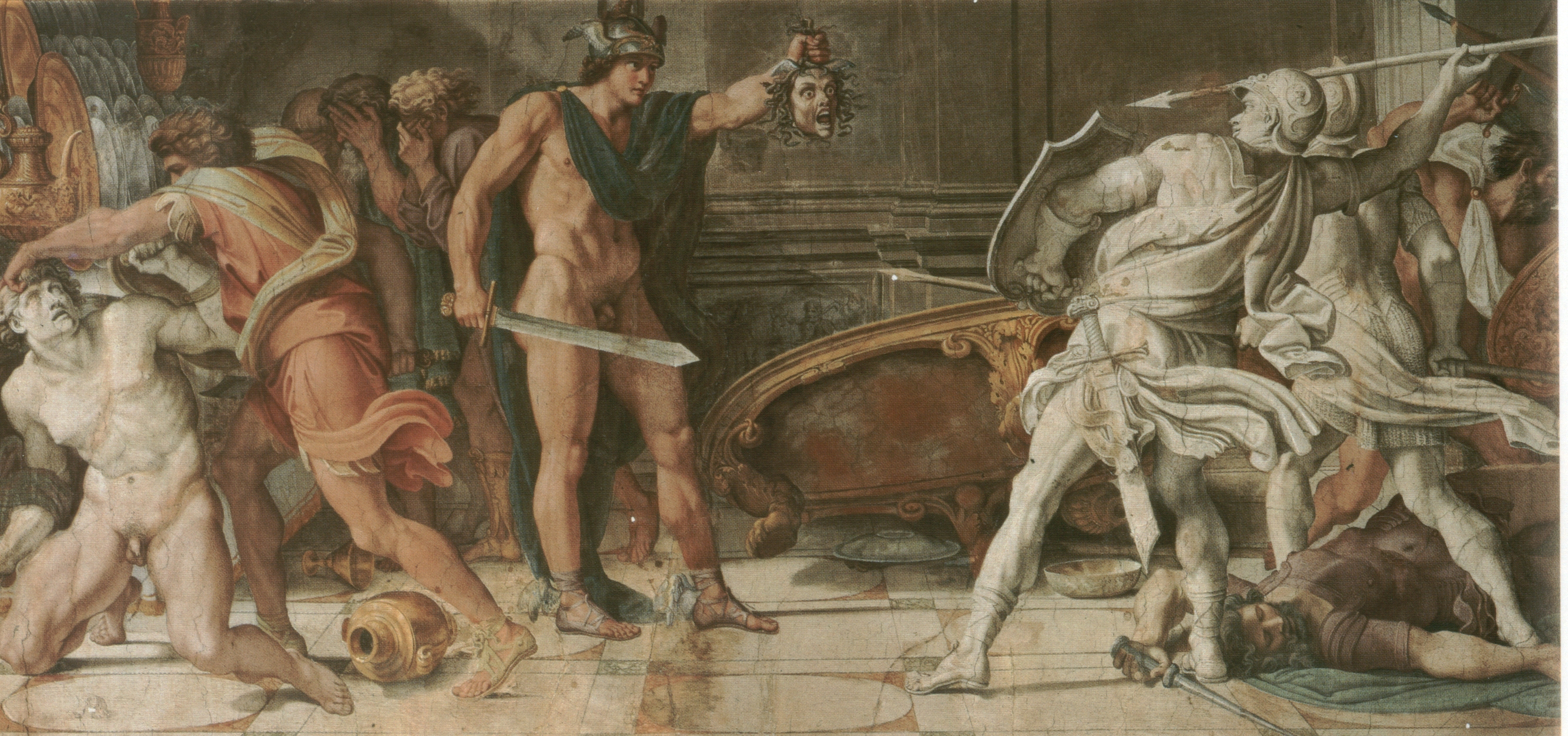
أنيبيل كاراتشي ، لوحة جدارية لقصر فارنيز.

## الرسام

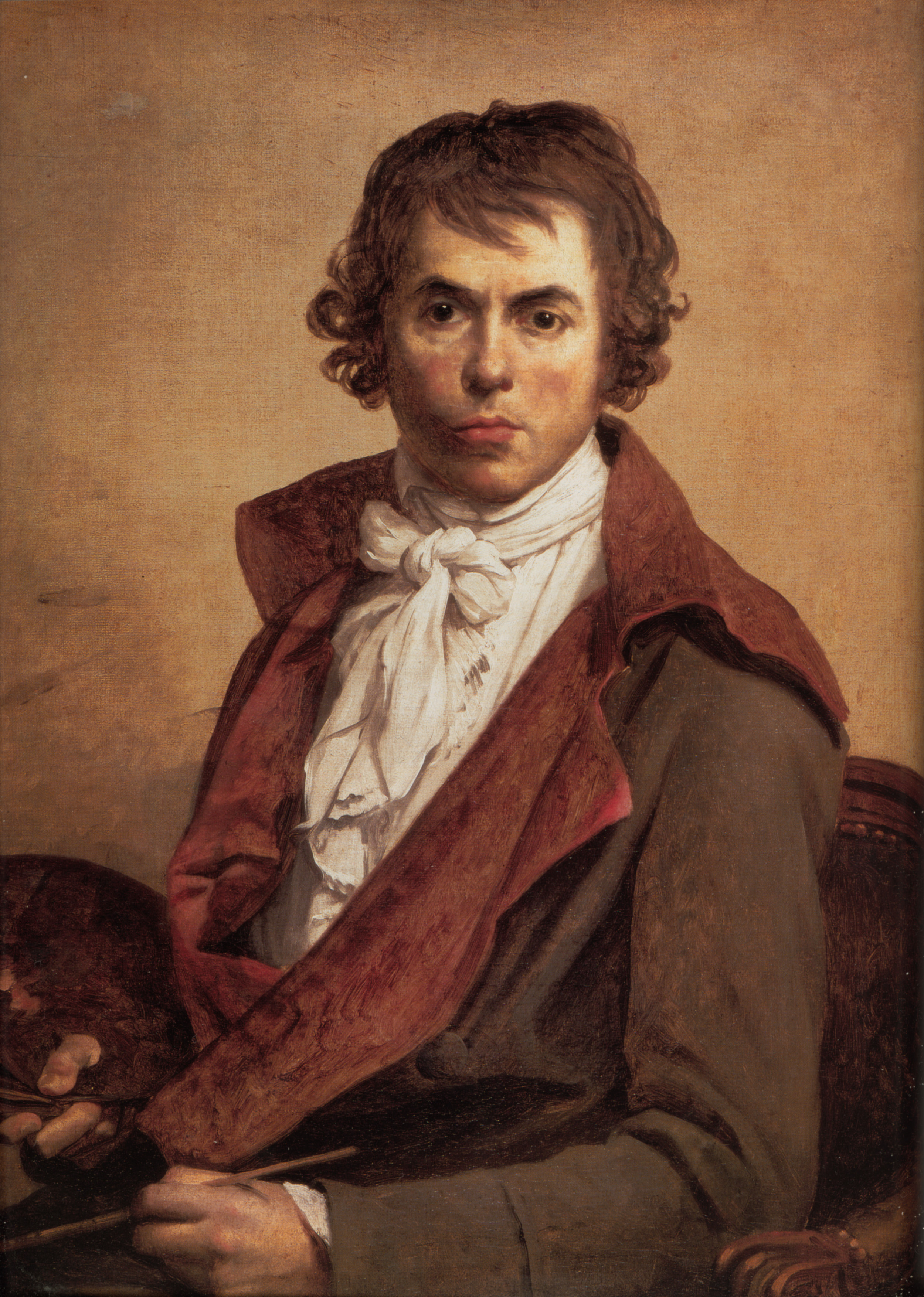
جاك لويس ديفيد